# Shizukuishi
Shizukuishi (雫石町 Shizukuishi-chō?) es un pueblo localizado en la prefectura de Iwate, Japón. En octubre de 2018 tenía una población de 16.318 habitantes y una densidad de población de 26,8 personas por km². Su área total es de 608,82 km².

## Geografía

### Municipios circundantes
- Prefectura de Iwate
  - Morioka
  - Yahaba
  - Shiwa
  - Hanamaki
  - Nishiwaga
  - Takizawa
  - Hachimantai
- Prefectura de Akita
  - Senboku

## Demografía
Según datos del censo japonés, la población de Shizukuishi ha disminuido en los últimos años.
| Año del censo | Población |
| ------------- | --------- |
| 1995          | 19.373    |
| 2000          | 19.750    |
| 2005          | 19.055    |
| 2010          | 18.033    |
| 2015          | 16.981    |